# Enikő Szilágyi
Enikő Szilágyi (n. 19 decembrie 1952, Cluj) este o actriță română de naționalitate maghiară. Este cântăreață (mezzo-soprană) și actriță de teatru și film. Enikő Szilágyi a plecat din România și trăiește la Paris, după ce a locuit în Belgia și Olanda.

## Filmografie
- Falansterul (1979) - Stăncuța
- Rug și flacără (1980)
- Ultima noapte de dragoste (1980) - Petra, verișoara lui Tudor Gheorghiu
- Bietul Ioanide (1980) - Ioana „Indolenta”
- Capcana mercenarilor (1981) - iubita directorului clubului de poker
- Iancu Jianu zapciul (1981)
- Iancu Jianu haiducul (1981)
- Șantaj (1981)
- Punga cu libelule (1981)
- Destinația Mahmudia (1981) - pictorița Maria
- Cucerirea Angliei (1982) - regina Matilda de Flandra, soția lui Wilhelm Cuceritorul
- Misterele Bucureștilor (1983) - Elisafta, cumnata lt. Deivos și logodnica lui Aristide
- Steaua fără nume-1983
- Un petic de cer (1984)
- Secretul lui Bachus (1984) - Gabi, amanta lui Sterea
- Zbor periculos (1984) - arhitecta Ruxandra, soția lui Codreanu
- Horea (1984)
- Domnișoara Aurica (1985) - victima hoțului
- Cale liberă (1987)
- Balra a nap nyugszik (2000) - Pincérnõ
- Kulcslyukon surranó szerelem (2002) - mama
- Ezt kell beoszd mára, bébi! (2003) - dr. Hirsch
- Cărările luminii (2005) - Anya